# Medievalisme
S'anomena medievalisme al conjunt de les característiques pròpies de l'edat mitjana. L'estudiós d'aquesta època és el medievalista, que desenvolupa el seu aprenentatge mitjançant l'estudi tant de la historiografia, com de la part fictícia que conté aquest període. Del medievalisme s'extrau, a més a més, l'interès per una extensa gama de creacions culturals; literatura, música, política o religió. Per tant, parlem d'un pla interdisciplinari, on el seu èxit es veurà beneficiat en tant que el medievalista tingui la suficient perceptibilitat per entendre el funcionament intern de cada matèria en cada època.

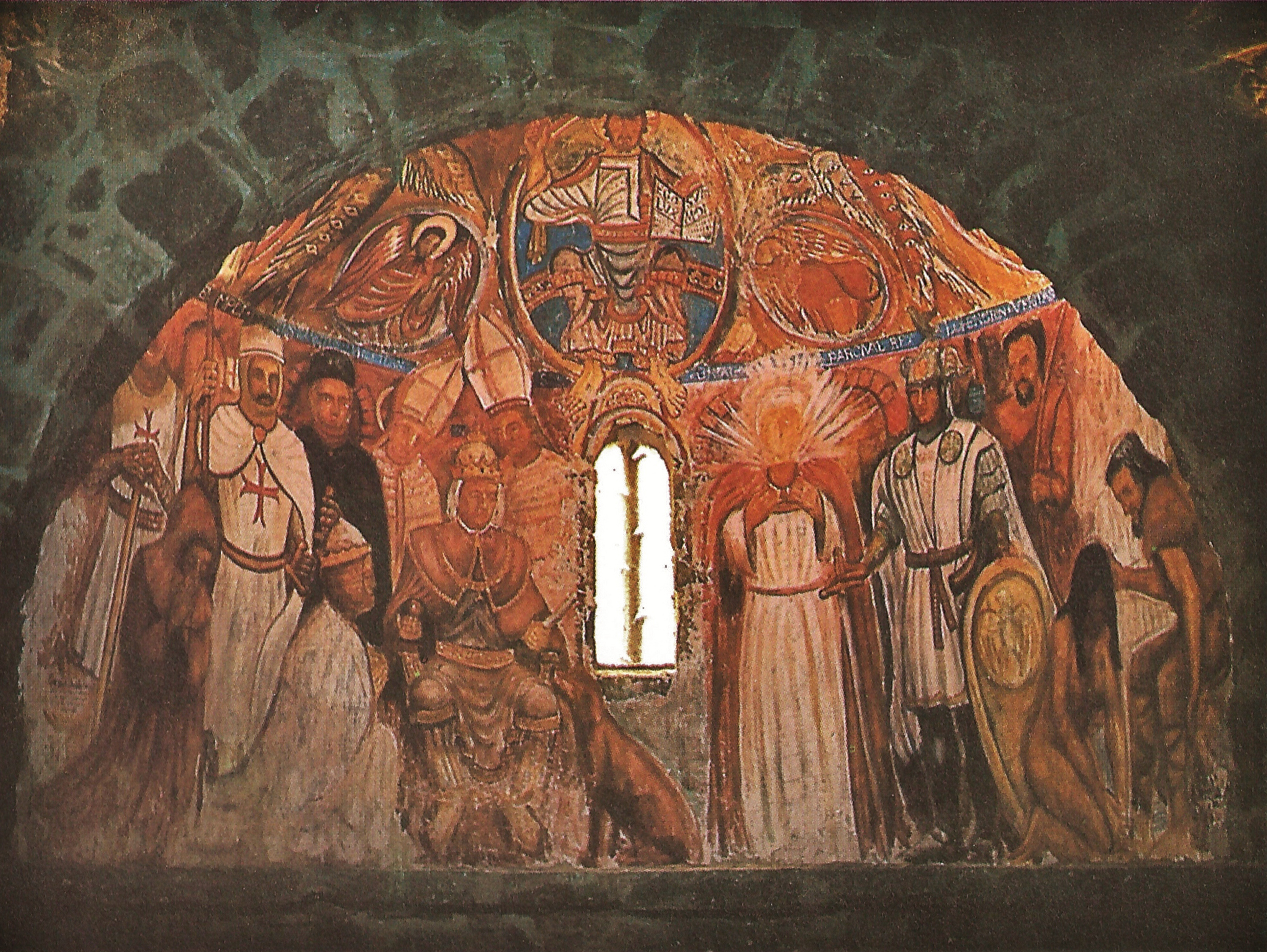
Fresc de la capella capitular de Sant Hubert de Granera. Les produccions pictogràfiques de l'art medieval són habituals en catedrals i esglésies. Autor: Carles Arola

Entre les diverses escoles historiogràfiques ha existit una controvèrsia entorn la periodització de l'edat mitjana, debatent sobre l'existència d'una transició entre el feudalisme i el capitalisme, que donaria pas a l'edat moderna, que comprèn el seu conjunt del segle XVI al xviiiI. Paul Swezy va ser qui inicià el debat amb la seva crítica a l'obra de Maurice Dobb, reeditada per Robert Brenner i més tard per Rodney Hilton amb el títol La transició del Feudalisme al Capitalisme. El medievalisme inclou un període de prop de mil anys, la qual cosa deixa en evidència la propensió a estandarditzar tan extensa etapa per part dels humanistes del segle xix i xx. Mentre que a Europa el terme Edat Mitjana comença a desplaçar al de gòtic, a Anglaterra encara s'haurien d'esperar unes quantes dècades per a marcar la diferència. Per a E. R. Curtius Itàlia va delimitar el final de l'edat mitjana amb el començament del Renaixement i Alemanya ho va fer amb la Reforma, malgrat que cap d'aquests països va aconseguir la unió política abans del segle xix. Així doncs, el concepte de periodització és quelcom relativament modern.
Si existeix alguna font documental que va establir les bases historiogràfiques per a contribuir en el coneixement i assimilació de la història, aquesta va ser la revista Annales, amb col·laboracions extraordinàries de grans historiadors contemporanis com G. Duby, Leroy Ladurie, Fernand Braudel, etc., grans referents per a estudiosos d'avui dia. No obstant això, i malgrat que a l'edat mitjana no hi havia la percepció d'una unitat a escala continental, ja es tractava des del segle xvi la documentació existent per tal de constituir unes fonts històriques medievals que fessin una anàlisi de la història.
Aquesta assimilació de la història i per una altra banda, d'un cert eurocentrisme, ha estat llegat en part, per la literatura i les arts d'aquests segles. Les importants transformacions que es donen en els àmbits polític, social i econòmic, d'ençà del segle xii, contribueixen de forma determinant en el desenvolupament de la cultura, adoptades per les institucions catedralícies. Però una tasca important de la medievalística més recent és la perquisició sobre la transcendència de la diversitat cultural de l'edat mitjana, la interrelació entre diferents estrats socials que va donar lloc a la transmissió de la cultura, tant de l'eclesiàstica com la musical o la poètica, on els joglars es van fer càrrec, amb gran capacitat, de difondre la literatura, mitjançant les seves habilitats d'escriptors, trobadors i poetes. Per a Paul Zumthor, una de les finalitats dels textos medievals, sobretot els pertanyents als segles X, XI i XII, fou la transmissió oral, anomenada per l'historiador performance, todo aquello que se comunica poéticamente, palabras y oraciones, sonoridades, ritmos, elementos visuales [...].
Especial èmfasi posa el medievalisme en l'estudi de la literatura medieval, desenvolupada en llengua vulgar, a partir fonamentalment del concili de Tours de 813, on es demanà explícitament que les homilies es fessin en llengua romana o germànica, amb l'objectiu d'arribar a un grup més gran de feligresos. Així es pot percebre l'heterogeneïtat existent de la literatura medieval, ja que aquest fet afavorí la redacció d'exemplars escrits en aquesta llengua, fent prosperar gradualment una nova literatura en langue d'oïl (llengua francesa) o langue d'oc (llengua occitana). Sense oblidar el llegat llatí de les llengües en vulgar, o, en paraules de Jean Frappier, «el llatí va ser com la institutriu de les literatures en vulgar», és inqüestionable el fet que la nova literatura va produir una ruptura cultural que va determinar la consolidació general de les escriptures romàniques, creant una unitat en un nou món lingüístic.